# Стариков, Владимир Степанович
Влади́мир Степа́нович Ста́риков (24 января 1947 — 7 июля 2024) — советский и российский дипломат. Чрезвычайный и полномочный посланник 1 класса (2005).

## Биография
Окончил Ленинградское высшее инженерное морское училище им. адмирала С. О. Макарова (1970) и Дипломатическую академию МИД СССР (1984). Владел английским, сербским и хорватским языками. На дипломатической работе с 1984 года.
- В 1992—1997 годах — советник-посланник Посольства России в Армении.
- В 1997—1998 годах — главный советник Четвёртого департамента стран СНГ МИД России.
- В 1998—2002 годах — заместитель директора Четвёртого департамента стран СНГ МИД России.
- С 26 июля 2002 по 27 июля 2007 года — чрезвычайный и полномочный посол Российской Федерации в Гайане и Тринидаде и Тобаго по совместительству[1][2][3].
- В 2008—2012 годах — заместитель директора Департамента по работе с соотечественниками за рубежом МИД России.

Скончался 7 июля 2024 года после тяжёлой болезни на 78-м году жизни.

## Дипломатический ранг
- Чрезвычайный и полномочный посланник 2 класса (2 июня 1993)[6].
- Чрезвычайный и полномочный посланник 1 класса (5 марта 2005)[7].

## Награды
- Почётная грамота Министерства иностранных дел Российской Федерации.